# Massif d'Udala
Le massif d'Udala est situé à la limite de l'Alava, du Guipuscoa et de la Biscaye dans les Montagnes basques.
Les monts les plus connus sont Besaide, qui se situe au point de jonction des trois provinces qui composent la communauté autonome du Pays basque, et Udalatx, point culminant du massif situé à une altitude de 1 119 m.

## Sommets principaux
- Udalatx, 1 119 m 43° 05′ 24″ nord, 2° 30′ 49″ ouest (entre le Guipuscoa et la Biscaye)
- Erdikoatxa, 1 026 m 43° 05′ 31″ nord, 2° 31′ 05″ ouest (entre le Guipuscoa et la Biscaye)
- Atxaurrutxugane, 979 m 43° 05′ 40″ nord, 2° 31′ 23″ ouest (entre le Guipuscoa et la Biscaye)
- Pozutxueta, 775 m 43° 05′ 38″ nord, 2° 31′ 47″ ouest (entre le Guipuscoa et la Biscaye)
- Mirakeitza, 711 m 43° 05′ 57″ nord, 2° 31′ 48″ ouest (Biscaye)
- Gongeta, 704 m 43° 05′ 56″ nord, 2° 32′ 00″ ouest (Biscaye)
- Labasur, 677 m 43° 05′ 27″ nord, 2° 32′ 17″ ouest (Guipuscoa)
- Memaia, 675 m 43° 06′ 15″ nord, 2° 33′ 30″ ouest (Biscaye)
- Anporreta, 585 m 43° 05′ 15″ nord, 2° 28′ 53″ ouest (Guipuscoa)
- Besaide, 555 m 43° 05′ 17″ nord, 2° 32′ 47″ ouest (entre le Guipuscoa, la Biscaye et l'Alava)
- Artadi, 505 m 43° 06′ 16″ nord, 2° 31′ 49″ ouest (Biscaye)
- Lamunarrieta, 480 m 43° 05′ 46″ nord, 2° 33′ 19″ ouest (Biscaye)
- Sanrokeburu, 476 m 43° 05′ 56″ nord, 2° 33′ 49″ ouest (Biscaye)
- Otsabita, 433 m 43° 05′ 35″ nord, 2° 33′ 37″ ouest (Biscaye)